# ウォーパス (マーベル・コミック)
ジェームズ・プラウドスターはかつて二代目サンダーバードとして知られており、現在はウォーパスとして知られているマーベル・コミックの架空のスーパーヒーローである。作家クリス・クレアモントと画家サル・ビュッセマによって創作され、1984年6月のニューミュータンツ16号で初登場を果たした。
ネイティブアメリカンのアパッチ族であるプラウドスターは彼の兄で入団間もなく死亡したX-マンであるサンダーバードを遥かに凌ぐ、ミュータントとしての超人的怪力とスピードを持っている。
彼は元々X-メンに彼の兄の死の責任があると考えており、復讐のためにスーパーヴィラン集団ヘリオンズに参加していた。彼は後に考えを改め、長期間X-メンの攻撃的な分派であるX-フォースのメンバーになっていた。アンキャニィX-MENとのシーア帝国への長きに渡る旅の後、ウォーパスは新たなX-フォースの一員となっている。

## バイオグラフィ

### オリジン
ジェームズ・プラウドスターはアリゾナ州のキャンプ・ヴェルデにあるアパッチ自治区で生まれた。ジェームズの兄ジョン・プラウドスター（=初代サンダーバード）は『オール・ニュー・オール・ディファレント』X-メンの一員であった。 彼はチームの最初期の任務で命を落とした。ジェームズは怒り、兄の死の責任をX-メンに求め、創設者であるチャールズ・エグゼビアの殺害を生涯の目標とした。

### Taking retribution
ジェームズは兄のコスチュームを身にまとい再登場し、X-メンのバンシーを誘拐し、ジェンが命を落としたシャイアン山にチームをおびき寄せた。 しかし、いざその機会が訪れた時、ジェームズは冷血にプロフェッサーXを殺害することができなかった。プロフェッサーXはニューミュータンツにジェームズを誘ったが、彼は断った。そのかわり、ジェームズはスーパーヴィランのエマ・フロスト率いる若きミュータントの集団ヘリオンズに入団した。

### A quiet life interrupted
数ヶ月後、ジェームズはマサチューセッツアカデミーは自分がいるべき場所ではないと気がついた。そして彼は家族のいる自治区へ戻っていった。ジェームズは帰郷を大いに楽しんでおり、ケーブルからのニューミュータンツ加入のオファーを最初は断っていた。ニューヨークで出会ってから、ジェームズが家に帰ると、一族が皆殺しにされていた。ジェームズは最初、死んだ一族の男の死骸の傍らでみつけた歩兵のマスクからチームを去った自分に対するヘリオンズの制裁であると考えた。彼はニューミュータンツに参加し、ヘリオンズを追跡し復讐しようとした。

### X-フォース
まもなくニューミュータンツはX-メンとのつながりを断ち、好戦的なX-フォースとなりジェームズもコードネームをウォーパスと変えた。ウォーパスはXフォースが活動しているあいだ常にその一員であった。X−フォースのメンバーとしてジェームズはより穏やかで控えめになり（皮肉にもバンシーの娘である）チームメイトのサイリーンとの友情を深めていった。彼女に強く惹かれていたがテレサは純粋にジェームズを友達と看做していた。

### Coming to terms with life
ジェームズはついにエマ・フロストと対峙した。両者は一族の死について話し合ったが、エマは無関係であることを断言した。ウォーパスは最終的にリスキューという名の女性と出会う。リスキューは彼の自信の一助となり、二人は交際を始めた。不運にもリスキューはスレッジという男に脅迫されていた。彼は彼女にウォーパスに薬を飲まさせ、自分のねぐらに連れてこさせた。スレッジは彼に生き残った一族の情報をもたらしたが、ウォーパスはその引き換えに彼のパートナーの異次元に消えたヴァニッシャーを回収することになった。ジェームズはヴァニッシャーを見つけ出し引き換えにスレッジから一族の一員で死んだと思っていたミカエル・ホワイトクラウドの情報を得た。ホワイトクラウドは彼にXフォースの敵であるストライフが一族の殺戮に関わっていることを告げた。ジェームズは地獄まで復讐に向かったがブラックハートに生ある世界に連れ帰れた。ジェームズがその苦難へのリスキューの関与を理解した時、彼女はかなり後悔したが彼は交際を打ち切った。彼女は結局、協力者としていくつかの機会でXフォースに再会している。
ジェームズはX-フォースに帰還し、献身的なメンバーとして留まった。元英国情報局局員のピート・ウィズダムがX-フォースのメンターとなった時、彼はジェームズに自分の力を飛行に使う方法を教えた。ジェームズはチームメイトのほとんどとの激しい口論で死んだと看做された。

### X-コーポレーション
Xフォースの崩壊後、ウォーパスはインドで国際ミュータント機関X-コーポレーションのムンバイ支部に加入した。彼の新たなチームはフェラル、サンファイア、ソーンら新旧の友人の混合であった。彼はしばらくX-コーポレーションにいて驚くべきことに生きていたプロフェッサーXの命を救うのを助けた。その後、彼はケーブルの頼みでX−フォースに再入団した。X-フォースは解散し、キャノンボール、ケーブル、ウォーパスはX-メンの分団に入団した。リクターとサイリーンはX-ファクターインヴェスティゲーションズに加わり、メルトダウンはケーブル率いるアンダーグラウンドの一員として短期間過ごした後、スーパーヒーローグループのネクストウェーブに入った。

### X-メン
ウォーパスはディシメイションが起こってからも能力を残している数少ないミュータントの一人であり、間もなくX-メンの豪邸にあるミュータントキャンプで生活している様子が見られた。その後すぐ、プロフェッサーXの頼みで初めて彼はX-メンの一員となった。 プロフェッサーX、マーベルガール、ナイトクローラー、ハボック、ダーウィン、ポラリスとともにヴァルカンを追う宇宙の旅へ出た。彼はX-メンがシーアの船を徴収しようとした時、戦闘サイボーグ相手に超一流の戦闘能力をみせた。ヴァルカンとの最終決戦の折りには、ウォーパスは勇敢に戦い、最終的にチームの約半数とともに宇宙線でリアンドラが地球に送り返した
ウォーパスはハルクがエグゼビア教授に襲いかかった時にステップフォードカッコーズからの助けを求める呼び声に答えたX-メンの一人である。

### メサイアコンプレックス
ウォーパスは逃亡するケーブルの消息を掴むためクーパーズタウン病院を探索していたおりX-フォースに再入隊した。ウルヴァリンはウォーパスが必要が生じてもケーブルを殺そうとはしないだろうと踏み、ウルフスベインに彼を見張っておくように頼んだ。彼女は彼が殺しを好まなくとも必要なことはするだろうことを知った。X-フォースがリーヴァーズの生き残りを蹴散らし終えるころ、カリバンはウォーパスをかばって弾丸を受け命を落とした。最終決戦ではウォーパスと他のX-フォースメンバーはプレデターXの討伐を命じられた。ジェームズはプレデターXに飛び乗り、背中を刺した。しかし、彼はプレデターXがヒーリングファクターを持っていることを理解した。戦闘後、ウォーパスはヘプチバと交際を始めた。

### ディヴァイデッド・ウィー・スタンド
アークエンジェルはヘプチバ、ウォーパス、アイスマンらと合流するためにサンフランシスコへ向かう。4人は自らの能力で都市をヒッピーの楽園と変えたマルティニーク・ジェイソンの都市規模の幻惑の影響で捕まってしまう。自らを『ランニング・サン』と名乗り、彼は他の3人と共にジェイソンによってサイクロップスとエマ・フロストと対決するために送り出された。

## 特殊能力
ウォーパスは超人的な感覚と怪力（X-フォースではメインの能力として使用しており、チームの『ストロングガイ』役である。彼は戦闘ではストロングガイのような者たちとペアを組む。）、スピード、俊敏性、反射力、耐久力、飛行力を持つ。
彼の飛行能力は一時の師でチームリーダーのピーター・ウィズダムによって発見された。ピーターは彼のミューテーションをハイエボリューショナリーが地球上の全てのミュータントを退化させ、再進化させたことによるものと分析し、ファイトスタイルに取り入れさせた。この能力は最近のストーリーでは描かれていないが、現在のX-ライターであるエド・ブルーバッカーは自身がウォーパスのスピードと怪力が生まれる理由を理解していないためにウォーパスの飛行を描かないようにしていたと述べている。しかし、彼のメサイアコンプレックスでの最近のファイトスタイルでは飛行能力を使用しているが、かなりの距離を飛び越える新たな能力を得たという説明が付けられている。
彼のスーパーセンスはほぼ完全な暗闇の中で視力を保ち、遠くのささやきすらも聞き分ける聴力を持っている。
レインファイアによって殺されかけた時、ウォーパスは感覚機能とスピードが向上を体験し、長距離をハイスピードで走り、素早く手足をコンクリートに食い込ませることで建物の壁をよじ登るなどのかつてない離れ業ができるようになった。
生来の肉体的機能とは別にウォーパスは熟練した白兵戦の達人でもある。彼はケーブルに強いられて杖の訓練を積んでおり現在はストームから贈られたヴィブラニウム製の一対のボーイナイフを振るっており、白兵戦で高度に熟練していることを立証している。

## 他メディア

### TV
ウォーパスはX-メンアニメシリーズ「Slave Island」にミュータントの奴隷の一人としてカメオ出演している。彼はオープニングクレジットでもマグニートーのチームの一員として登場している。

## Bibliography

### List of titles
- Cable #21, 29 & 73-75
- Deadpool Vol. 2 #12, 22 & 61
- Excalibur #82
- New Mutants #16-17, 39, 43, 53-54, 56, 62 & 99-100
- New Mutants Annual #7
- New Warriors Vol. 1 #31 & 46
- New Warriors Annual #1
- Quasar #38
- Spider-Man #16
- Thunderbolts #25
- Uncanny X-Men #193, 294-296, 331, 379, 388, 416, 475-476, 478-479, 481-482, 484-489
- Uncanny X-Men Annual #15
- Wonder Man Vol. 2 #13
- X-Factor Vol. 1 #84 & 106
- X-Force Vol. 1 #-1, 1-7, 9-17, 25-53, 57, 69-87, 89-95, 97-115, 117
- X-Force Annual #1-3, 1995 Annual, 1997 Annual, 1998 Annual, 1999 Annual
- X-Force Vol. 2 #2-3
- X-Men vol. 2, #14, 17, 30, 41 & (New X-Men) 133
- X-Men: Prime
- X-Men Unlimited Vol. 1 #23

### Significant stories
- Uncanny X-Men #193; "Warhunt 2" (May 1985, Marvel Comics) - ジェームズ・プラウドスター、X-メンへの復讐のためにバンシーを誘拐。
- X-Force Minus 1 (July 1997, Marvel Comics) - 若いサンダーバードとウォーパス、奇妙な医療施設を調査。
- Blaze #4-5 (November-December 1995, Marvel Comics) - ワイアット・ウィングフットとジョニー・ブレイズがある殺人事件を調査するのを助け、ウェンディゴに遭遇。
- X-Force v1 42 (January 1995, Marvel Comics) - キャンプVerdeでの家族の殺人を調査し、当初考えていたエマ・フロストではなくストライフのせいであることを突き止める。